# Холодильник

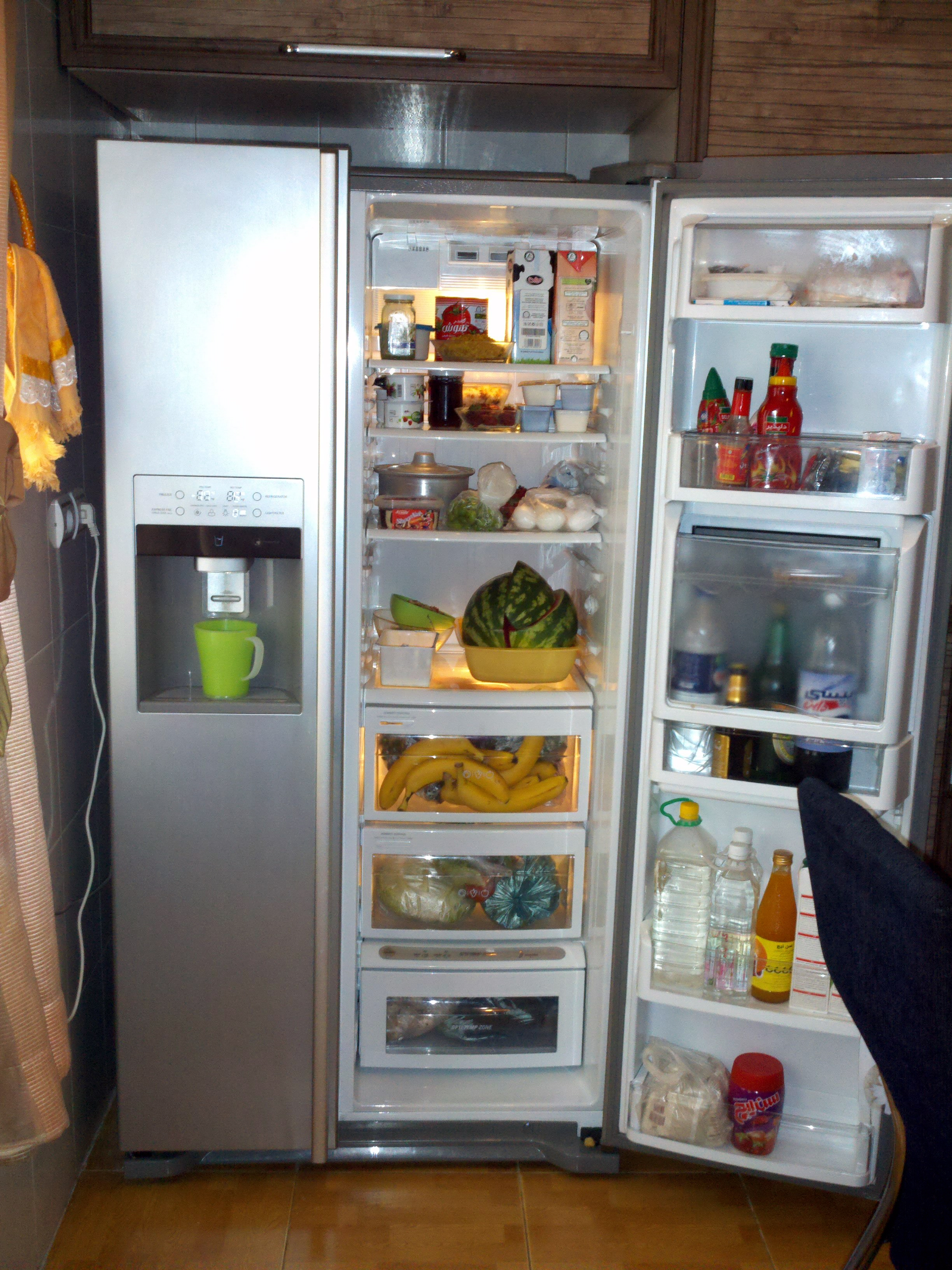
двухдверный бытовой холодильник «LG» (компоновка "side-by-side", с большим объемом морозильной камеры, распашные двери)

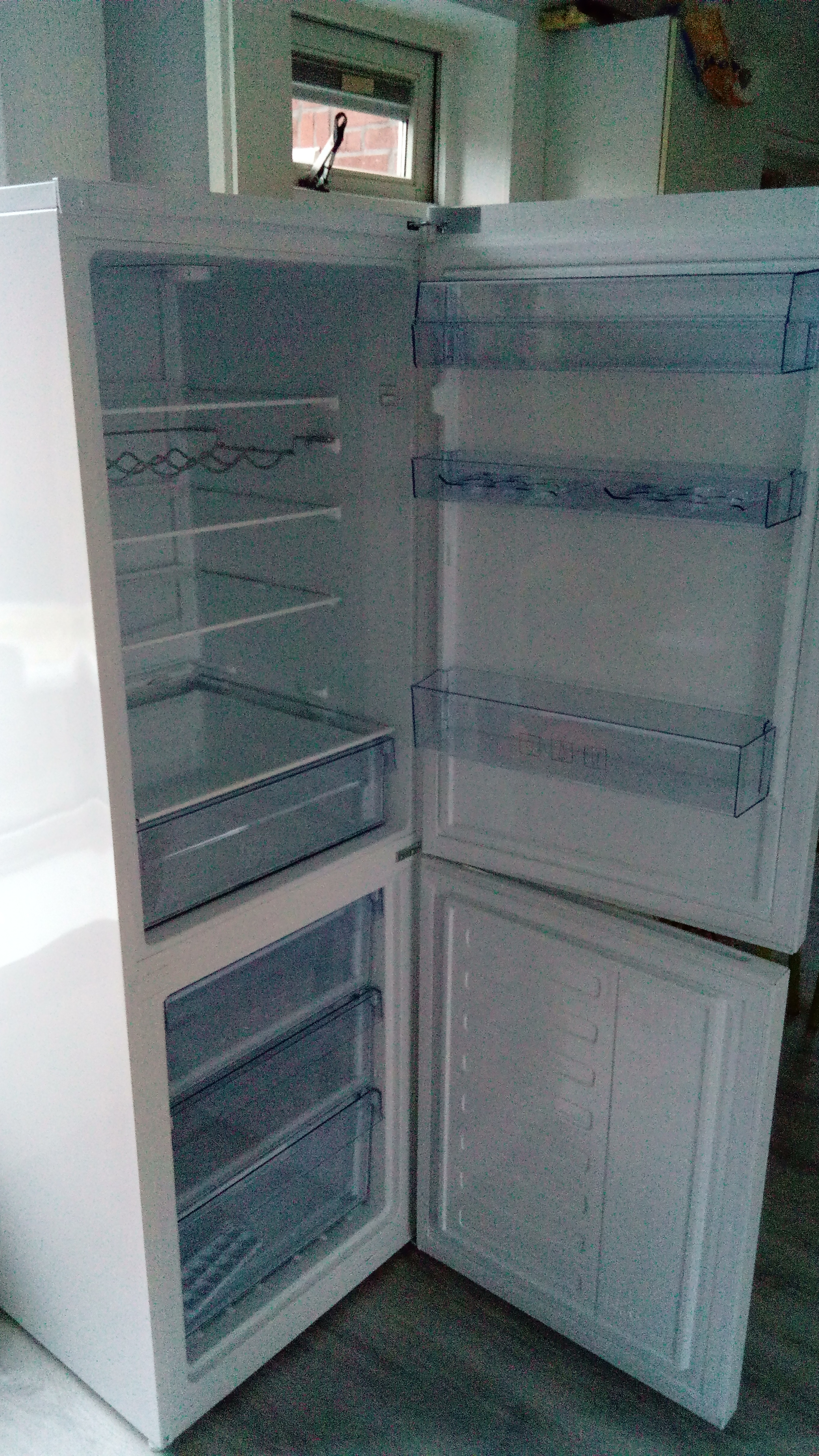
двухкамерный холодильник «Beko», нижнее расположение морозильной камеры.

 Холоди́льник — устройство, поддерживающее низкую температуру в теплоизолированной камере. Применяется обычно для хранения пищи, лекарств или предметов, требующих хранения в прохладном месте или при отрицательных температурах. В развитых странах бытовой холодильник имеется почти в каждой семье. Работа холодильника основана на использовании холодильной установки, совершающей работу для того чтобы перенести тепло из рабочей камеры (температура ниже окружающей среды) холодильника наружу (где температура выше, чем в холодильной камере), где оно рассеивается во внешнюю среду. Существуют также коммерческие холодильники с большей холодопроизводительностью (например, холодильные витрины), которые используются на предприятиях общественного питания и в магазинах, и промышленные холодильники, объём рабочей камеры которых может достигать десятков и сотен кубометров, они используются, например, на мясокомбинатах и рыбокомбинатах, крупных предприятиях пищевой промышленности.

## История создания
Помещения для хранения продуктов, наполняемые льдом, появились несколько тысяч лет назад. Для императора Нерона слуги заготавливали на замёрзших водоёмах в горах снег и лёд. В Тёмные века Южная Европа долгое время даже не подозревала, что снег и лёд способны принести пользу в хозяйстве. Знаменитый путешественник и купец Марко Поло после длительного пребывания в Китае написал книгу, в которой описал все достоинства льда и снега.
Начиная с XVIII века ёмкости из фаянса и фарфора заполнялись бутылками с вином, после чего сверху укладывали колотый лёд. Своеобразный холодильник подавали прямо к столу.
В России широко использовались ледники, которые представляли собой сруб, врытый в землю. Набитый большим количеством снега и льда, укрытый толстым настилом, поверх которого была насыпана земля и уложен дёрн, такой ледник позволял хранить длительное время скоропортящиеся продукты.
В 1803 году американский предприниматель Томас Мур, поставлявший в Вашингтон сливочное масло, представил миру прототип кухонного холодильника, изготовленного своими руками. Не имея возможности доставлять масло к месту назначения специальным транспортом, он разработал, а затем воплотил в жизнь модель, которая позволяла хранить продукты длительное время. Для изготовления рефрижератора, как предприниматель назвал своё изобретение, ему понадобились тонкие листы стали, из которых и была изготовлена ёмкость для масла. Обёрнутая шкурками кролика, ёмкость была помещена в специальную бадью, изготовленную из кедровых клёпок, и затем засыпана сверху льдом.
Массово использовались в середине XIX века домашние ледники. Внешне их невозможно было отличить от обычных кухонных шкафов. Кроличьи шкурки для теплоизоляции уже не использовались, вместо них засыпались опилки и пробка. Отсек, который заполнялся льдом, в одних моделях был под камерой для продуктов, а в других — над ней. Через кран талая вода сливалась в специальный поддон.
14 июля 1850 года американский врач Джон Гори впервые продемонстрировал процесс получения искусственного льда в созданном им аппарате. В своём изобретении он использовал технологию компрессионного цикла, которая применяется в современных холодильниках, а сам аппарат мог служить одновременно морозильником и кондиционером.
В 1857 году австралиец Джеймс Харрисон стал применять холодильные камеры, работающие с использованием компрессора, в пивоваренной и мясообрабатывающей промышленности.
В 1857 году был создан первый железнодорожный вагон-рефрижератор.
Французский учёный Фердинанд Карре в 1858 году придумал, как за счёт абсорбции аммиака можно получать искусственный холод — придумал первую абсорбционную холодильную машину. Несмотря на то, что его способ был очень удачным, об изобретении забыли на несколько десятилетий.
В 1879 году аристократ из Германии Карл фон Линде изобрёл устройство с компрессором, для работы которого он использовал аммиак. Благодаря его холодильной машине появилась возможность производить лёд в огромном количестве. Данные агрегаты сразу же закупили многие бойни и фабрики, изготавливавшие пищевые продукты. Принцип работы представлял собой циркуляцию холодного рассола по системе труб, которая была разветвлена, таким образом помещение, в котором хранились продукты, охлаждалось. Данное изобретение позволило многим предпринимателям открывать холодильные склады больших размеров.
В начале XX века в Москве была открыта фирма, которая предлагала всем желающим агрегат под названием «Эскимо». Данное устройство было изготовлено по принципу, предложенному Фердинандом Карре. При своих больших габаритах устройство не издавало громкого шума и было универсальным. Для работы необходимы были уголь, дрова, керосин или спирт. Один цикл работы «Эскимо» позволял получить 12 кг льда.

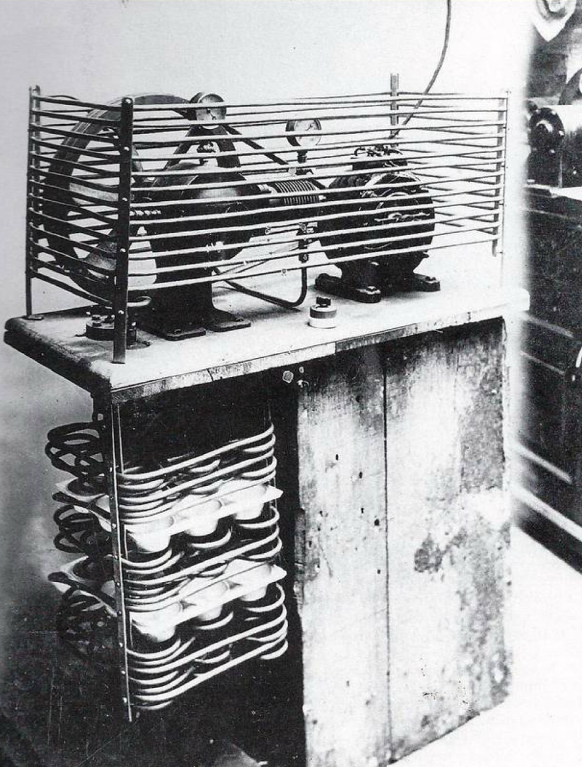
холодильник «DOMELRE» 1914 года

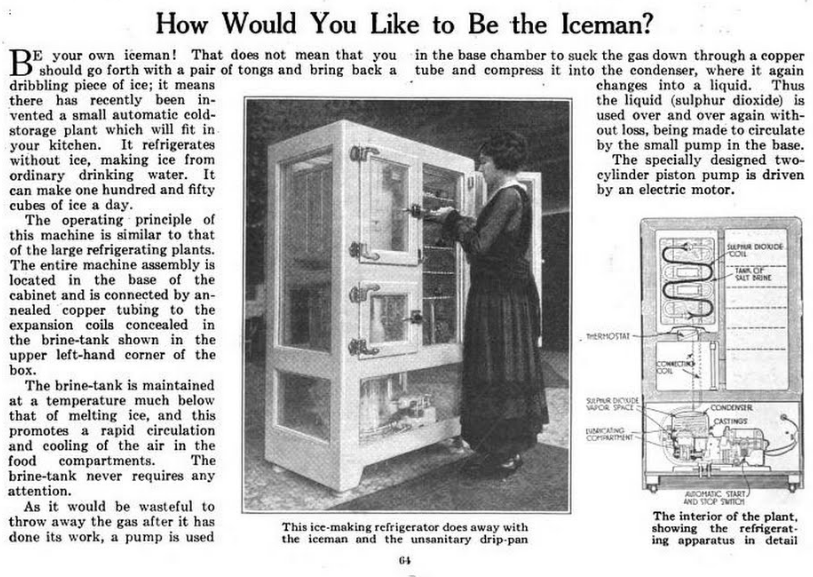
холодильник в 1919 году в журнале «Popular Science»

Первый бытовой электрический холодильник был создан в 1913 году. Как и промышленные холодильники, он работал с использованием принципа теплового насоса. В первых бытовых холодильниках в качестве охлаждающей жидкости использовались достаточно токсичные вещества.
В 1926 году Альберт Эйнштейн со своим прежним студентом Лео Силардом предложили вариант конструкции абсорбционного холодильника, именуемого эйнштейновским.
В 1926 году датский инженер Кристиан Стинструп представил миру бесшумный, безвредный и долговечный холодильник, предназначенный именно для дома. Герметичный колпак скрывал как электродвигатель холодильника, так и его компрессор. General Electric приобрела патент на его изобретение.
Первая получившая широкое распространение модель холодильника Monitor-Top была произведена фирмой General Electric в 1927 году. General Electric продала более 1 млн экземпляров Monitor-Top.

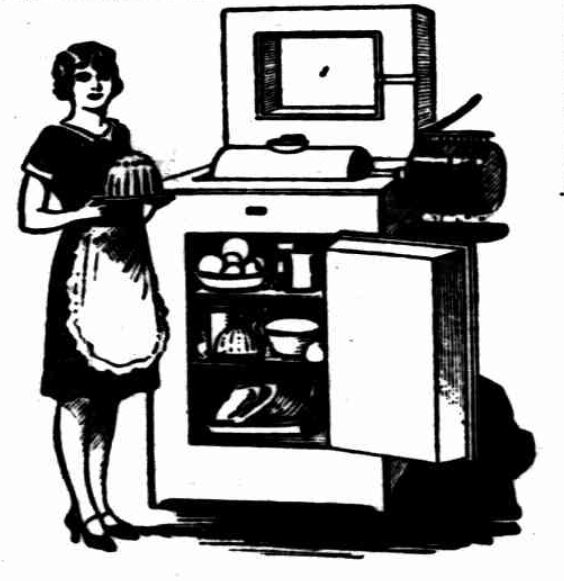
немецкий Абсорбционный холодильник «Gnom» рисунок 1928 года

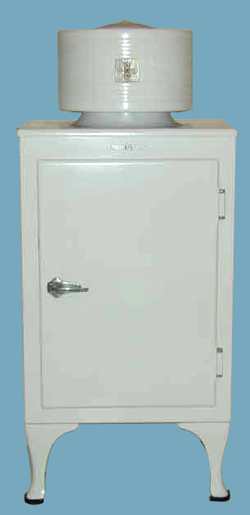
холодильник «Monitor-Top» 1927 года выпуска

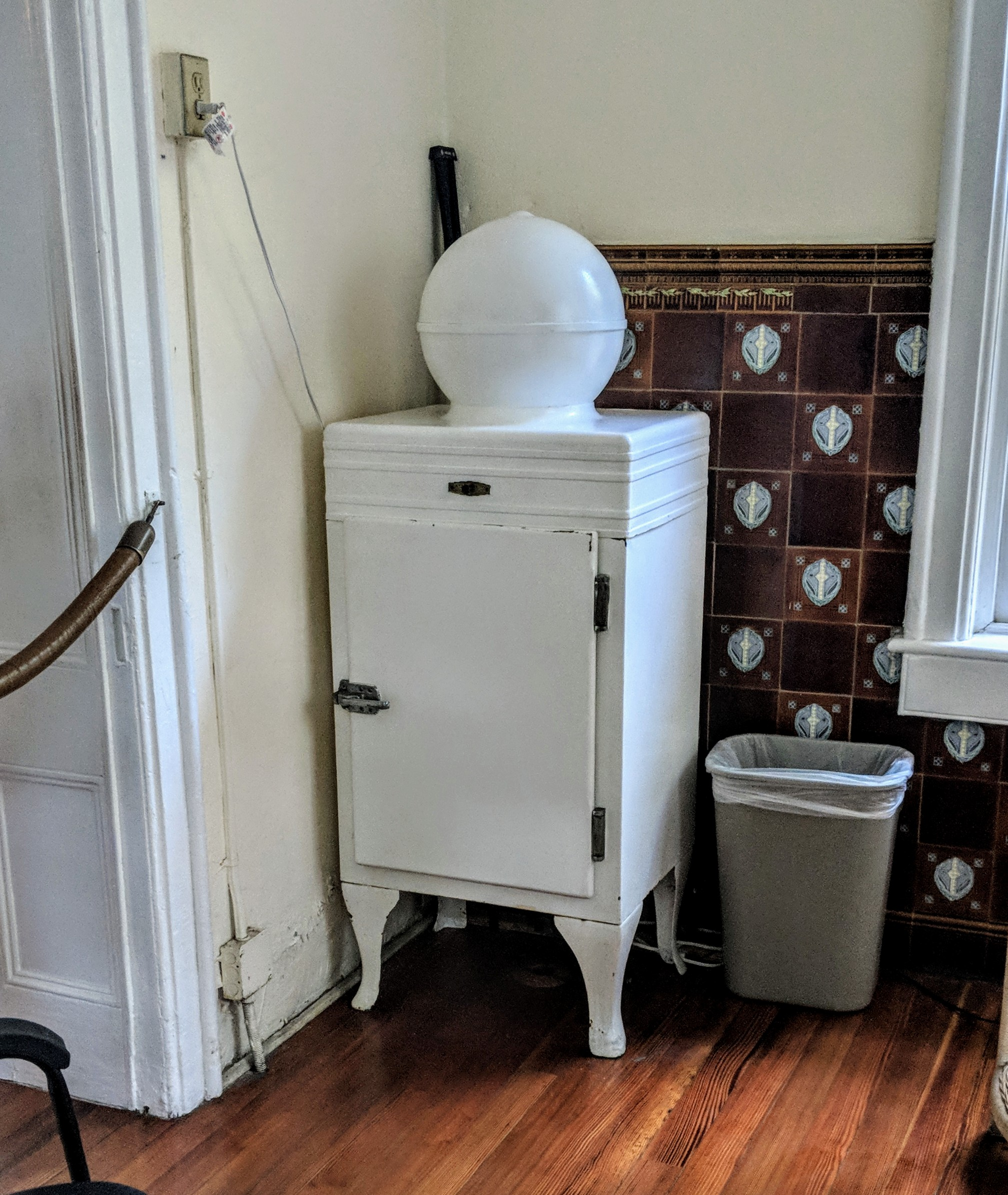
холодильник из дома-музея Эрнеста Хемингуэя 1930-е

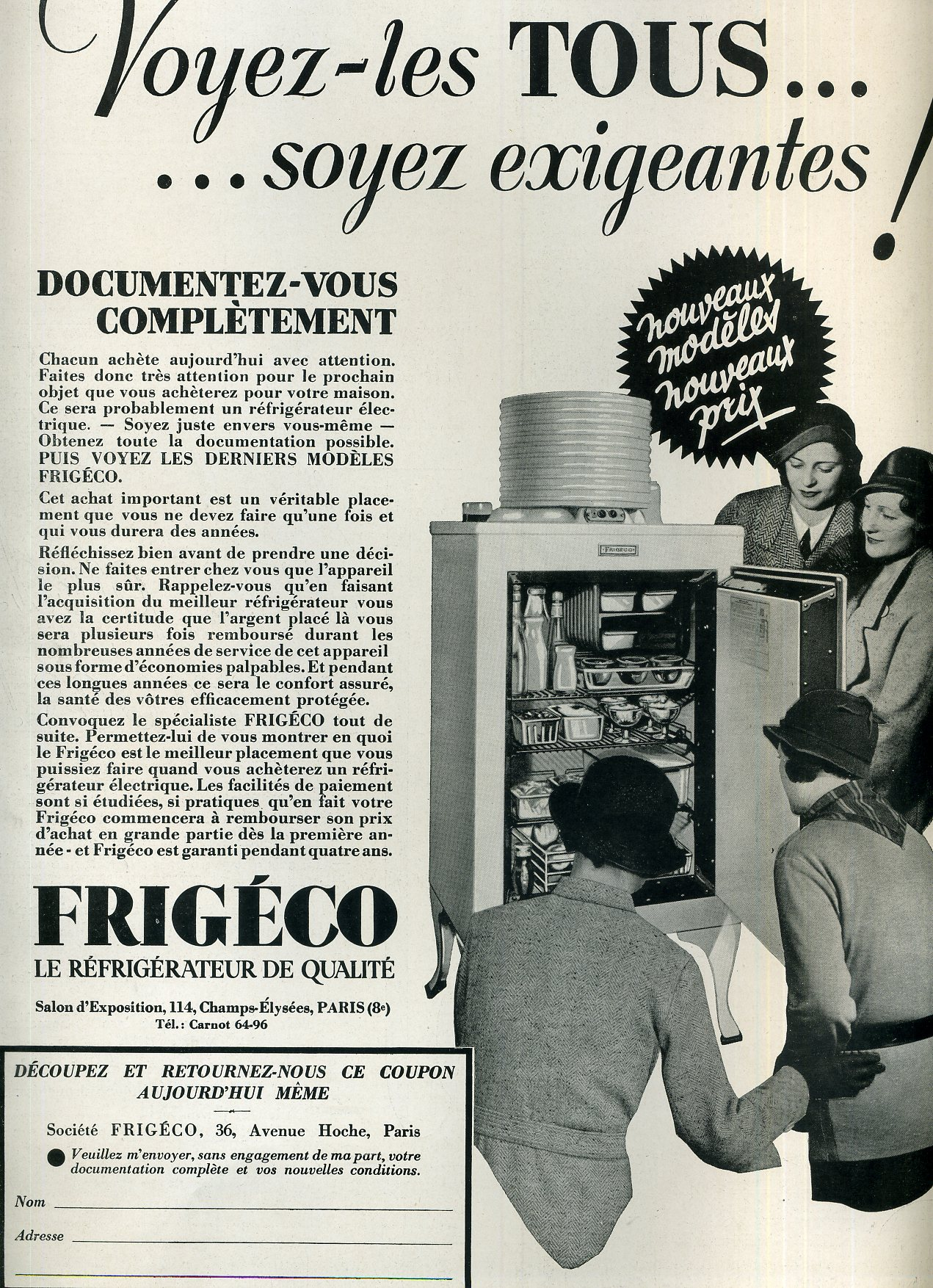
французский холодильник в журнале 1934 года

С 1930 года в качестве хладагента в бытовых холодильниках применяется фреон.

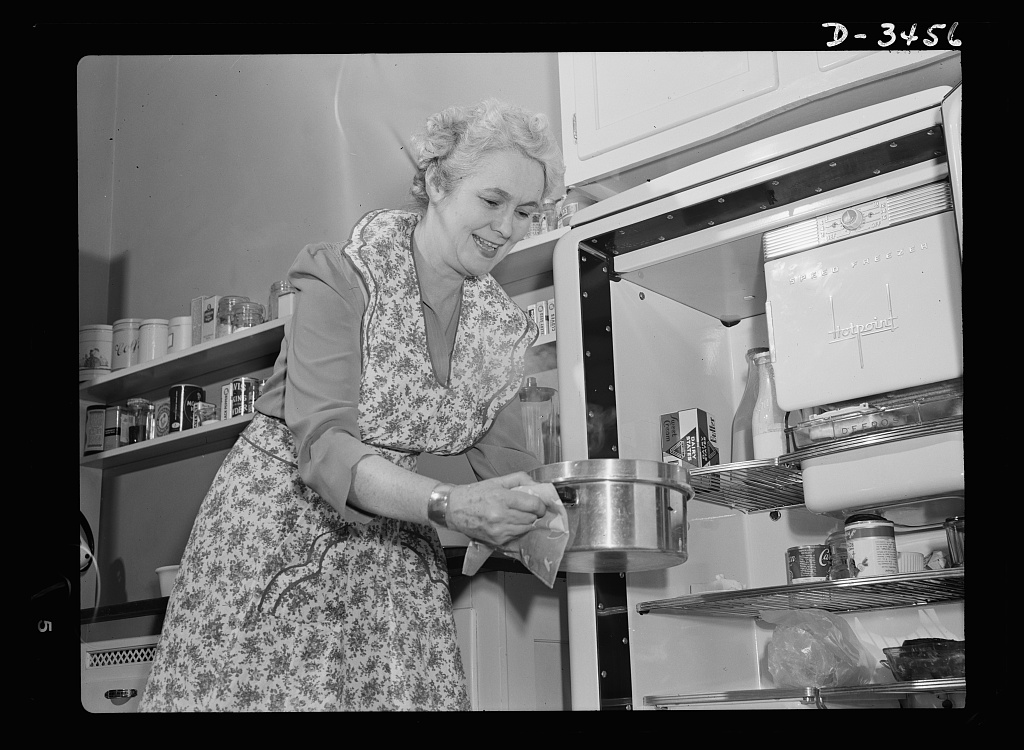
холодильник в 1942 году

В 1940-е годы в холодильниках появляются морозильные отделения, также возникают обособленные морозильные шкафы.
В 1950—1960-е годы на рынок выходят холодильники с функцией размораживания.
В СССР первые образцы бытового компрессионного холодильника производятся в 1937 году. Серийный выпуск холодильников ХТЗ-120 начался в 1939 году на Харьковском тракторном заводе. Ёмкость камеры составляла 120 литров, до начала Великой Отечественной войны выпущено несколько тысяч единиц.
В 1951 году автомобильный завод ЗИС выпустил первую партию знаменитых холодильников «Москва». Холодильники «Москва» отличались высоким качеством изготовления и долговечностью — многие холодильники продолжают работать спустя полвека, однако достигнуто это было ценой высокой трудоёмкости изготовления и расхода большого количества металла.
К 1962 году холодильники имели: в США — 98,3 % семей, в Италии — 20 %, а в СССР — 5,3 % семей.
В 1990 году в СССР в эксплуатации было больше чем 71 млн бытовых холодильников и морозильников. Обеспеченность ими достигла в 1990 году — 101 на 100 семей, а сельского — 81 на 100 семей.

### Устройство и принцип действия компрессионного холодильника

Схема работы холодильника:
1. Конденсатор
2. Капилляр
3. Испаритель
4. Компрессор

Расположение основных частей холодильного агрегата бытового холодильника:
1. Испаритель
2. Конденсатор
3. Фильтр-осушитель
4. Капилляр и теплообменник
5. Компрессор

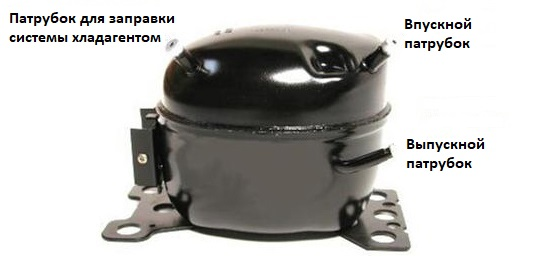
Холодильный компрессор

Теоретической основой, на которой построен принцип работы холодильников, является второе начало термодинамики. Охлаждающее рабочее тело (хладагент) в холодильниках совершает так называемый обратный цикл Карно. При этом основной вклад в передачу теплоты вносит изменение термодинамического состояния хладагента не в цикле Карно, а в фазовых переходах — испарении и конденсации хладагента. В принципе, возможно применение в холодильном цикле только цикла Карно, но при этом для достижения высокой холодопроизводительности потребуется или компрессор, создающий очень высокое давление, или очень большая площадь теплообмена в охлаждающем и нагревающем теплообменниках.
Основными составляющими частями холодильника являются:
- компрессор, создающий необходимую разность давлений;
- испаритель, забирающий тепло из внутреннего объёма холодильника;
- конденсатор, отдающий тепло в окружающую среду;
- холодильный дроссель (ТРВ, капиллярная трубка), поддерживающий разность давлений за счёт дросселирования хладагента;
- хладагент — вещество, переносящее тепло от испарителя к конденсатору.

В бытовых холодильниках используются герметичные поршневые мотор-компрессоры. В таких компрессорах электродвигатель располагается внутри корпуса компрессора, что позволяет предотвратить утечки хладагента через уплотнение вала. Для поглощения вибраций применяется пружинная подвеска мотор-компрессора. Подвеска мотор-компрессора может быть наружной, когда на пружинах подвешивается весь корпус мотор-компрессора (устаревший метод, за исключением некоторых моделей Sharp, или компрессор советского производства ДХК) с горизонтальным расположением вала, или внутренней, когда подвешен только электродвигатель компрессора внутри корпуса, с вертикальным расположением вала.
Жидкий хладагент под давлением через дросселирующее отверстие (капилляр или терморегулируемый расширительный вентиль) поступает в испаритель, где за счёт резкого уменьшения давления происходит испарение жидкости. При этом хладагент отнимает тепло у внутренних стенок испарителя, отбираемая теплота расходуется на теплоту кипения жидкости, за счёт чего происходит охлаждение холодильного пространства холодильника, где и находится испаритель. Затем пары хладагента откачиваются компрессором и нагнетаются в полость высокого давления и цикл повторяется снова.
Испарители бытовых холодильников чаще всего листотрубные, сваренные из пары алюминиевых листов со внутренними каналами для прохождения хладагента или реже могут быть изготовлены в виде трубчатой конструкции из нержавеющей стали. Наиболее долговечные испарители получаются из меди по причине её высокой химической стойкости во влажных химически агрессивных условиях, но в настоящий момент испарители бытовых холодильников почти не производятся из меди по причине её дороговизны и по другим причинам. Торгово-промышленные холодильники во многих случаях и кондиционеры во всех без исключения случаях имеют испарители, изготовленных из меди или её сплавов. Испаритель морозильной камеры часто и является её корпусом, в то время как испаритель холодильной камеры (в холодильниках с двумя испарителями) располагают на задней стенке камеры.
Таким образом, в конденсаторе хладагент под воздействием высокого давления конденсируется и переходит в жидкое состояние, выделяя теплоту, а в испарителе под воздействием низкого давления вскипает и переходит в газообразное, поглощая теплоту.
Терморегулирующий вентиль применяется в промышленных холодильных установках и в некоторых моделях кондиционеров для более точного регулирования подачи фреона в испаритель по сравнению с более простым видом холодильного дросселя — капиллярной трубкой. Он также создаёт разницу давлений между конденсатором и испарителем, при которой происходит цикл теплопередачи. Он позволяет правильно (наиболее полно) заполнять внутренний объём испарителя кипящим хладагентом. Пропускное сечение вентиля изменяется по мере снижения теплового потока в испарителе, при понижении температуры в холодной камере расход циркулирующего хладагента уменьшается.
В бытовых холодильниках чаще всего вместо терморегулирующего вентиля используется капилляр. Он не меняет своё сечение, а дросселирует определённое количество хладагента, зависящее от давления на входе и выходе капилляра, его диаметра, длины и типа хладагента. Существуют промежуточные по своему функционалу типы холодильного дросселя (между ТРВ и капилляром), представляющие собой две параллельно включённые капиллярные трубки разной производительности, при этом более производительная и с меньшим сопротивлением капиллярная трубка включена через электромагнитный соленоидный вентиль, что позволяет производить двухпозиционное регулирование подачи хладагента в испаритель с управлением электроникой, что делает такую схему наиболее удобной и оптимальной для холодильных машин средней размерности с ЭБУ (электронным блоком управления) по сравнению со стандартным ТРВ. Но по причине малой известности такой схемы она пока не получила большого распространения в конструкциях холодильных машин.
Большое значение имеет чистота хладагента: вода и примеси могут засорить капилляр или повредить компрессор. Примеси могут образовываться в результате коррозии внутренних стенок трубопроводов холодильника, а также износа компрессора и разложения масла, а влага может попасть при заправке холодильника, либо проникнуть через неплотности (особенно в холодильниках с открытым компрессором). Поэтому при заправке тщательно соблюдается герметичность, перед заправкой хладагентом циркуляционный контур вакуумируется. В каждом холодильнике имеется фильтр-осушитель, который устанавливается перед холодильным дросселем.
Обычно также применяется простейший противоточный теплообменник, снижающий температуру жидкого хладагента от конденсатора перед подачей в испаритель. В результате в испаритель поступает уже охлаждённый жидкий хладагент, который затем ещё сильнее охлаждается в испарителе, в то время как хладагент, поступивший из испарителя, подогревается, прежде чем поступить в компрессор и конденсатор. Это позволяет увеличить тепловой КПД и производительность холодильника, а также предотвратить попадание жидкого хладагента в компрессор и несколько расширяет норму заправки хладагента, снижая требования к точности заправки (справедливо для холодильных машин с фиксированной производительностью дросселя, например, бытовых холодильников).

### Принцип действия абсорбционного холодильника
1Ловушка удаляет водород из конденсатора аммиака;
2Жидкий аммиак поступает в испаритель, где смешивается с водородом. За счёт снижения парциального давления аммиак испаряется, поглощая тепло;
3Аммиачно-водородная смесь возвращается в абсорбер, аммиак растворяется в воде, а водород поднимается вверх;
4Конденсатор аммиака. Тепло, выделившееся при конденсации, рассеивается на рёбрах охлаждения;
5Горячий газообразный аммиак;
6Сепаратор в теплоизоляции. В нём газообразный аммиак отделяется от воды;
7Электронагреватель;
8Сборник раствора аммиака в воде

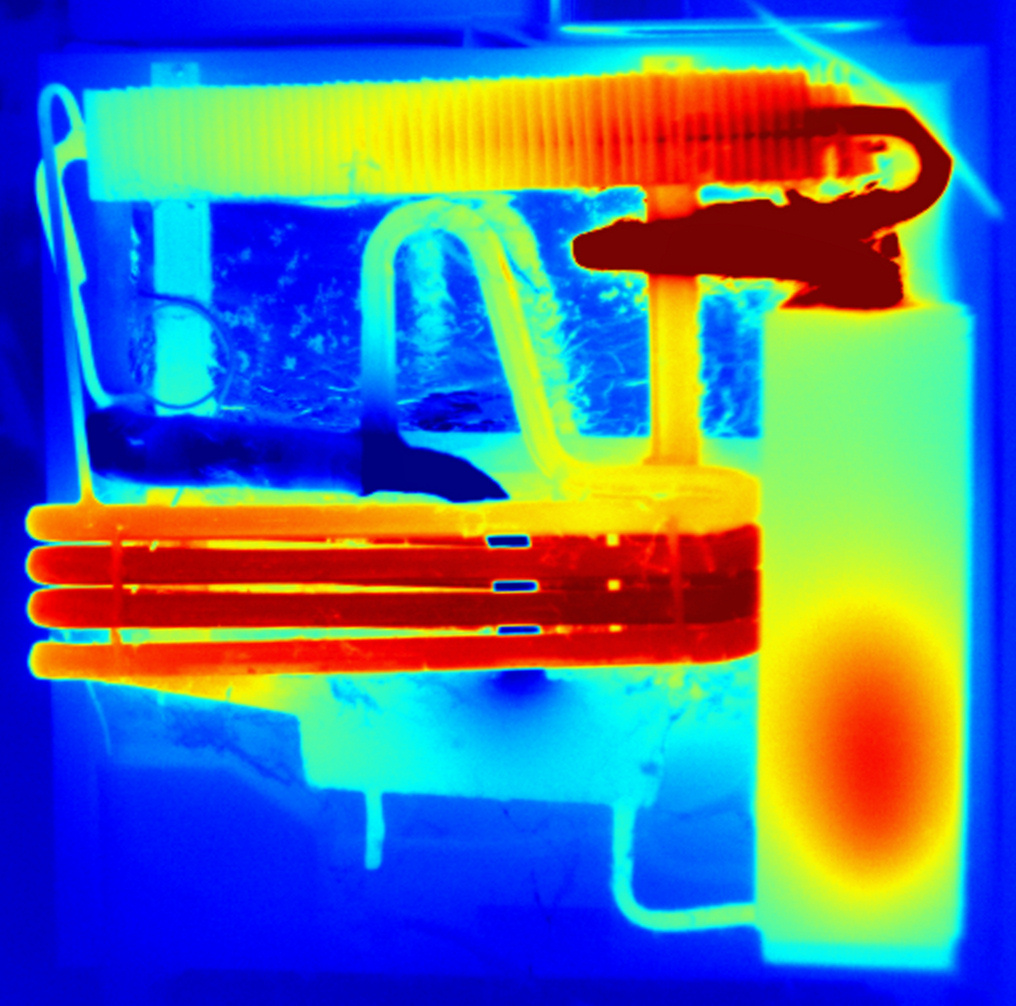
Теплограмма абсорбционного холодильника. Видна трубка, выходящая из испарителя (холоднее окружающей среды). Нагреватель накрыт теплоизоляцией, его реальная температура на снимке не видна

Так же, как и в компрессионном, в абсорбционном холодильнике охлаждение рабочей камеры происходит за счёт испарения хладагента (в абсорбционных холодильниках — чаще всего аммиака). В отличие от компрессионного холодильника, циркуляция хладагента происходит за счёт его растворения (абсорбции) в жидкости, обычно в воде. В одной единице объёма воды может быть растворено до 1000 единиц объёма аммиака. В систему холодильника добавляется также инертный к компонентам системы газ, например водород. В этом случае давление во всей системе почти одинаково, а испарение хладагента происходит за счёт изменения парциального давления. При этом аммиак в испарителе не кипит, а испаряется по поверхности. Эти меры позволяют обходиться без движущихся частей для циркуляции газов и растворов, а значит без дополнительного подвода электрической или механической энергии: достаточно только нагрева раствора в генераторе.

#### Порядок работы
Для циркуляции воды в системе в бытовых абсорбционных холодильниках применяется термосифон, представляющий собой трубку, внутри которой кипит аммиачный раствор, разогреваемый внешним нагревательным элементом. Плотность кипящего раствора значительно ниже за счёт пузырей газа, благодаря чему уравновешиваемый раствором в ресивере, раствор в термосифоне поднимается выше абсорбера, после чего поступает в сепаратор, где отделяется от аммиачного пара, уходящего в дефлегматор, и попадает в трубку слабого раствора, откуда стекает в абсорбер по принципу сообщающихся сосудов.
В дефлегматоре аммиачный пар окончательно очищается от воды и поступает в конденсатор, где охлаждается и переходит в жидкую фазу. Жидкий аммиак поступает в испаритель, в который также поступает водород, очищенный от аммиака из абсорбера. Испаряясь, аммиак смешивается с водородом, и эта смесь газов выходит из испарителя и попадает в абсорбер снизу, в то время как сверху в него поступает слабый раствор. За счёт абсорбции водород очищается от аммиака и снова уходит в испаритель, в то время как насыщенный аммиаком раствор стекает в ресивер, откуда поступает в термосифон.
Для улучшения термической эффективности генератор накрывается теплоизолирующим кожухом, а также в системе могут быть теплообменники: жидкостный, передающий тепло от слабого раствора из генератора крепкому раствору из ресивера, и газовый, охлаждающий жидкий аммиак из конденсатора и водород из абсорбера газовой смесью из выходящей испарителя. Также выходящий из термосифона аммиачный пар может пропускаться через крепкий раствор в регенераторе для предварительной очистки от воды и охлаждения перед поступлением в дефлегматор. Для осуществления нормального запуска на выходе из конденсатора устанавливается водородная ловушка, представляющая собой трубку, поднимающуюся выше конденсатора — через неё при заполнении конденсатора аммиаком выходит водород.
Преимущества абсорбционных холодильников — бесшумность работы, отсутствие движущихся механических частей, возможность работы от нагрева прямым сжиганием топлива, недостатки — плохие удельные показатели холодопроизводительности на единицу объёма, чувствительность к положению в пространстве, а также недолговечность: трубопроводы такого холодильника относительно быстро засоряются продуктами коррозии. Чтобы этого избежать, в раствор добавляются ингибиторы коррозии — в частности, двухромовокислый натрий. Кроме того, холодильный агрегат содержит ядовитый аммиак и горючий водород. Такие холодильники практически не используются в современных квартирах, но распространены в местах, где нет круглосуточного доступа к электричеству: например, в домах на колёсах, где они работают от электричества на стоянках в кемпингах, а в пути работают от сжигания природного газа. Кроме того, абсорбционные агрегаты часто используются в промышленных холодильниках в тех случаях, когда более выгодно использовать энергию сгорания газа, а не электричество. Наиболее эффективно их использование в промышленности совместно с когенерационными установками, что позволяет утилизировать избыточное тепло и повысить КПД. В этом случае речь идёт о так называемой тригенерации. Помимо этого, абсорбционные машины позволяют использовать сбросное тепло. Кроме того, в промышленности могут применяться двух- и трёхступенчатые холодильные агрегаты, приближающиеся по термодинамической эффективности к парокомпрессионным.

### Принцип действия холодильника на вихревых охладителях
Распространения не получил из-за большой шумности, необходимости подвода сжатого (до 10-20 атм) воздуха и очень большого его расхода, низкого коэффициента полезного действия. Принцип работы вихревой трубки Ранке. Достоинства — безопасность (так как не используется электричество и нет ни движущихся механических частей, ни опасных химических соединений в конструкции), долговечность, надёжность.

## Устройство холодильного шкафа

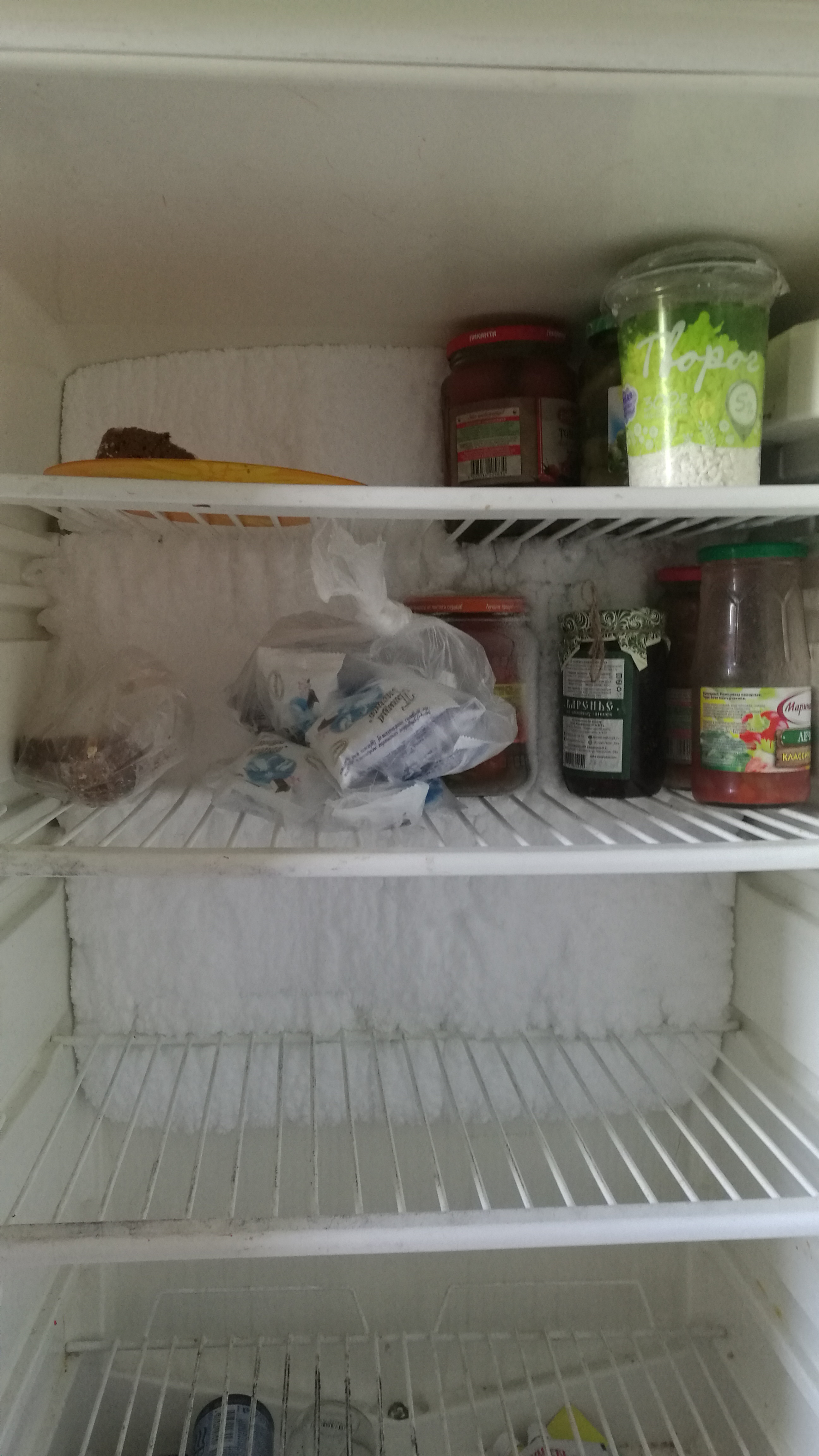
«Шуба», намёрзшая в холодильнике Indesit

### Теплоизоляция
Стенки холодильного шкафа двойные, промежуток между стенками заполняется теплоизолирующими материалами: минеральной ватой, вспененным полистиролом или полиуретаном. От качества теплоизоляции и температуры окружающей среды (воздуха в помещении, в котором установлен холодильник) зависит энергопотребление холодильника.

### Полки
Продукты в холодильнике размещают на полках. Полки могут быть решётчатыми из эмалированных стальных прутьев, что облегчает циркуляцию воздуха, либо стеклянными, позволяющими изолировать отделения друг от друга, но более хрупкие.

### Дверь
Со внутренней стороны двери для экономии места расположены дополнительные полки, либо контейнеры с крышками. На этих полках обычно хранят лекарства (требующие хранения при температуре не выше 15°C) продукты в бутылках и баночки (например, детское питание), консервы, а также куриные яйца в специально предназначенных лотках. Иногда на двери холодильника может располагаться ёмкость для напитков с выведенным на наружную поверхность патрубком с клапаном, что позволяет использовать холодильник в качестве кулера. Во многих холодильниках петли съёмные, это позволяет выбрать направление открывания двери. Дверные полки не следует перегружать тяжёлыми предметами во избежание преждевременного износа петель, их поломки или провисания двери.

### Уплотнитель двери
Для предотвращения попадания тёплого воздуха через щели между корпусом холодильника и дверью имеется уплотнитель, сделанный из искусственного каучука или пластмассы. Уплотнители современных холодильников оборудованы магнитной вставкой, что позволяет отказаться от механических защёлок на двери холодильника.

### Циркуляция воздуха в камерах

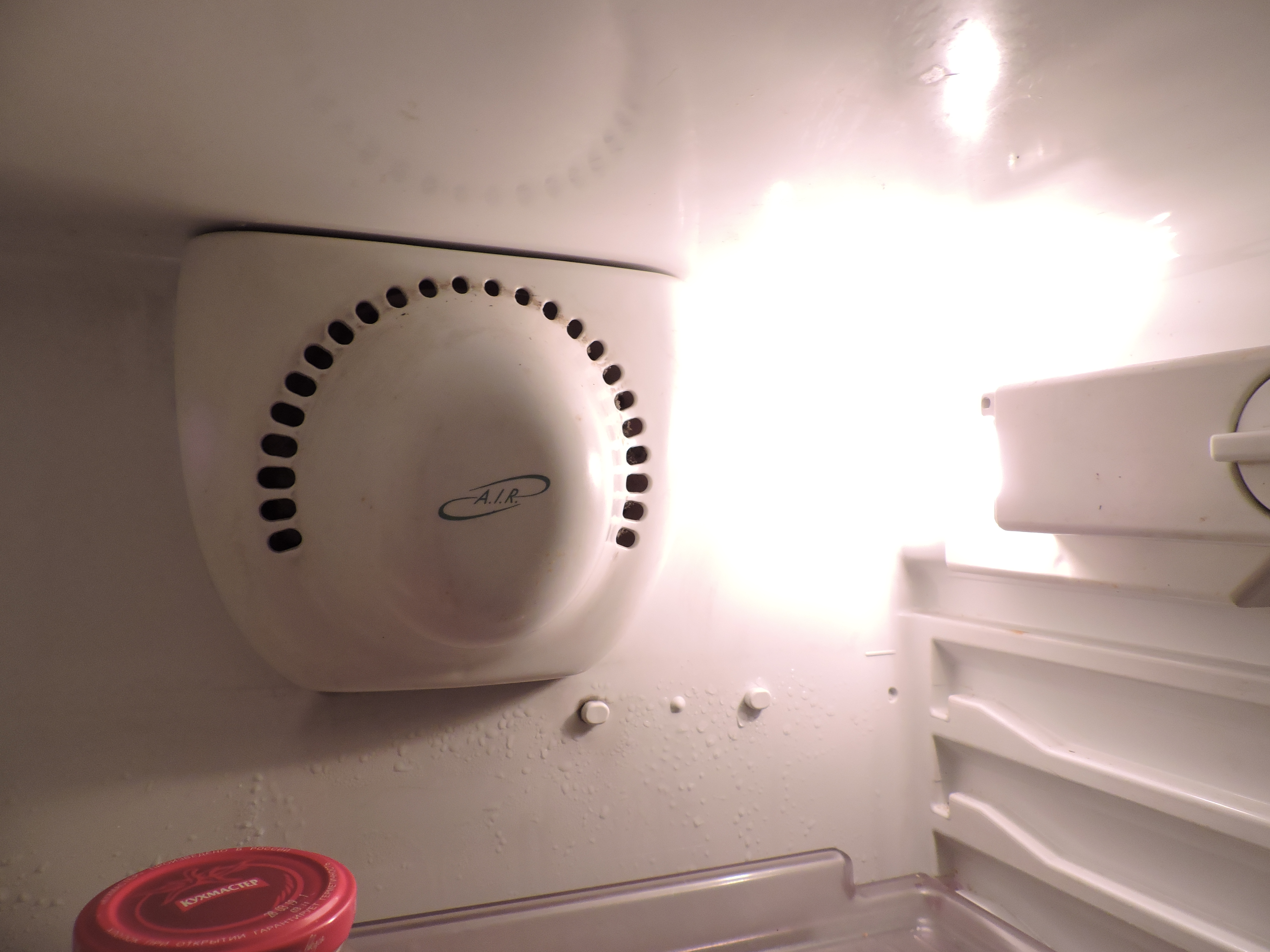
Вентилятор холодильника с искусственной циркуляцией воздуха; технология «No Frost»

Холодильники бывают с естественной и искусственной циркуляцией воздуха. В последнем случае часто применяется так называемая технология «No Frost» —  ребристо-трубный испаритель отделён от основной камеры и сообщение воздушных потоков между испарителем и камерой осуществляется с помощью вентилятора, при этом испаритель оснащён ТЭНом оттайки. Благодаря этому удаётся избавиться от намерзания «шапки» инея на испарителе благодаря предварительному осушению воздуха, а также оттаиванию инея с испарителя без повышения температуры в камере. Во всех таких холодильниках имеется регулярное автоматическое оттаивание испарителя ТЭНами оттайки во избежание нарастания инея и льда на рёбрах испарителя, прекращения прохода воздуха через него и прекращения нормального охлаждения продуктов, попадания жидкого фреона в компрессор. В среднем такая оттайка происходит один раз в сутки.  В некоторых холодильниках имеются специальные системы контроля за температурой и влажностью с электронными гигрометра и термопарами, а также ТЭНы оттайки, находящиеся на испарителе. Вентиляторы обычно переменного тока с экранированными полюсами, также встречаются с вентильными двигателями, работающие на постоянном токе 12 В, подобные вентиляторам для компьютеров, но во влагозащищённом исполнении.

### Зона свежести
У некоторых холодильников имеется зона свежести — особая камера, предназначенная для хранения скоропортящихся продуктов без замораживания. Там поддерживается температура около 0 °C, обычно от +1 до +3 °С, и повышенная влажность, иногда с возможностью регулировки — чтобы предотвратить высыхание хранящихся продуктов .

### Автоматика и электрооборудование

#### Терморегулятор
Бытовые холодильники обычно работают циклично, периодически включаясь и выключаясь. Моментами включения и выключения управляет терморегулятор — манометрический прибор с электроконтактом для управления работой компрессора и иногда — дополнительным контактом для управления работой сигнальной лампы.
Терморегулятор состоит из термодатчика, это может быть механический термодатчик сильфонного типа либо электронный, и регулятора температуры, который может быть механическим или электронным, работающим по принципу триггера Шмитта.
В механическом терморегуляторе давление газа внутри термодатчика сильфонного типа поступает на пневмомеханический троичный (двухпороговый) компаратор с переключаемым порогом срабатывания.
Пневмомеханический троичный (двухпороговый) компаратор делит весь диапазон входных давлений газа внутри термодатчика сильфонного типа на три поддиапазона: давление включения, давление удержания включённого состояния и давление отключения. Давление удержания является состоянием хранения записанной в механический RS-триггер информации.
Пневмомеханический троичный (двухпороговый) компаратор переключает и механический RS-триггер и порог срабатывания пневмомеханического троичного (двухпорогового) компаратора. Механический RS-триггер управляет электрическим переключателем, контакты которого включают и выключают электродвигатель компрессора.

#### Пусковые и защитные реле
Для обеспечения правильного запуска двигателя используются пусковые и защитные реле, которые часто объединяют в один прибор. На почти всех современных компрессорах бытовых холодильников и некоторой мелкой торговой холодильной технике используется бесконтактный полупроводниковый пусковой прибор — позистор. В некоторых случаях используется устаревший метод запуска — контактное электромагнитное пусковое реле с гравитационным возвратом подвижных контактов. Позистор сам по себе является фазосмещающим элементом, необходимым для сдвига фазы для питания пусковой обмотки стандартного привода холодильного мотор-компрессора бытового холодильника - асинхронного однофазного электродвигателя. Для контактного запуска необходим дополнительный фазосмещающий элемент — это может быть как активное сопротивление пусковой обмотки, так и пусковой электрический конденсатор.

#### Системы оттаивания
Дополнительно холодильники могут оснащаться системами оттаивания, предотвращающими образование инея на испарителе.

#### Датчики, работающие при открывании двери
Для освещения холодильной камеры устанавливаются лампы небольшой мощности, которые включаются при срабатывании датчика открытия двери. Некоторые холодильники оснащены сигнализацией открытия двери, которая срабатывает по таймеру, чтобы предотвратить потери холодного воздуха, если дверь холодильника забыли закрыть. В торговых же холодильниках датчик двери является относительным новшеством и служит для блокировки запуска компрессора при открытой двери.
В начале XXI века на рынке появились так называемые интернет-холодильники — холодильники, в корпусе которых расположен также подключённый к интернету компьютер, экран которого выведен на дверцу.

### Компоновка

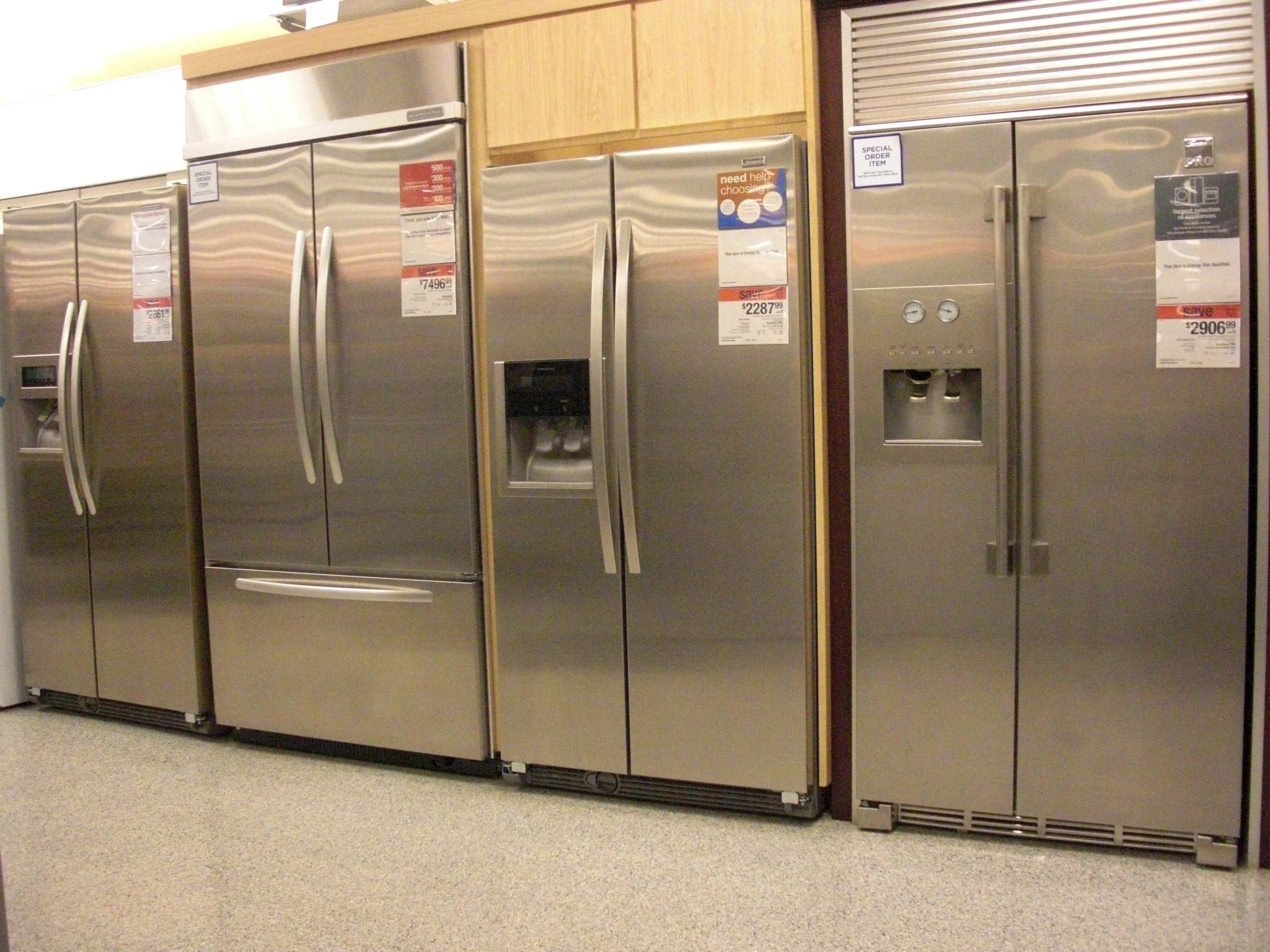
Холодильники «американской» компоновки с диспенсерами для воды и напитков

Существует несколько схем компоновки холодильников:
- «европейская». При такой схеме морозильная камера находится снизу, под холодильной камерой;
- «азиатская». При такой схеме морозильная камера, как правило небольших размеров, находится над холодильной камерой;
- «американская» или side-by-side. При этом холодильное и морозильное отделение расположены по всей высоте устройства бок о бок. Объём устройства при этом может достигать 700 литров и более.
- холодильный ларь, или горизонтальная — компоновка, наиболее характерная для морозильников. Такая компоновка позволяет уменьшить утечки холода при открытой крышке и является, таким образом, наиболее энергоэффективным видом морозильников. Такой морозильник может эксплуатироваться даже без крышки, например в супермаркете. Холодильные лари наиболее распространены в торговле.
- вертикальный торговый холодильник без морозильной камеры. Имеет стеклянную дверь, обычно используется для торговли напитками.

### Обозначения
На холодильниках обозначают температурный режим морозильной камеры в виде нескольких снежинок:
- * — температура до −6 °C. Замороженные продукты можно хранить не более недели.
- ** — температура до −12 °C. Замороженные продукты хранятся до месяца.
- *** — температура до −18 °C. Хранение продуктов до трёх месяцев.
- *(***) — температура −18 °C и ниже, плюс быстрая заморозка свежих продуктов. Хранение продуктов до года.

По уровню потребления электроэнергии холодильники делятся на классы: (самое низкое потребление электроэнергии) A++, A+, A, B, C, D, E, F, G (самое высокое потребление электроэнергии).

## Технические характеристики холодильников
- масса, кг;
- количество компрессоров;

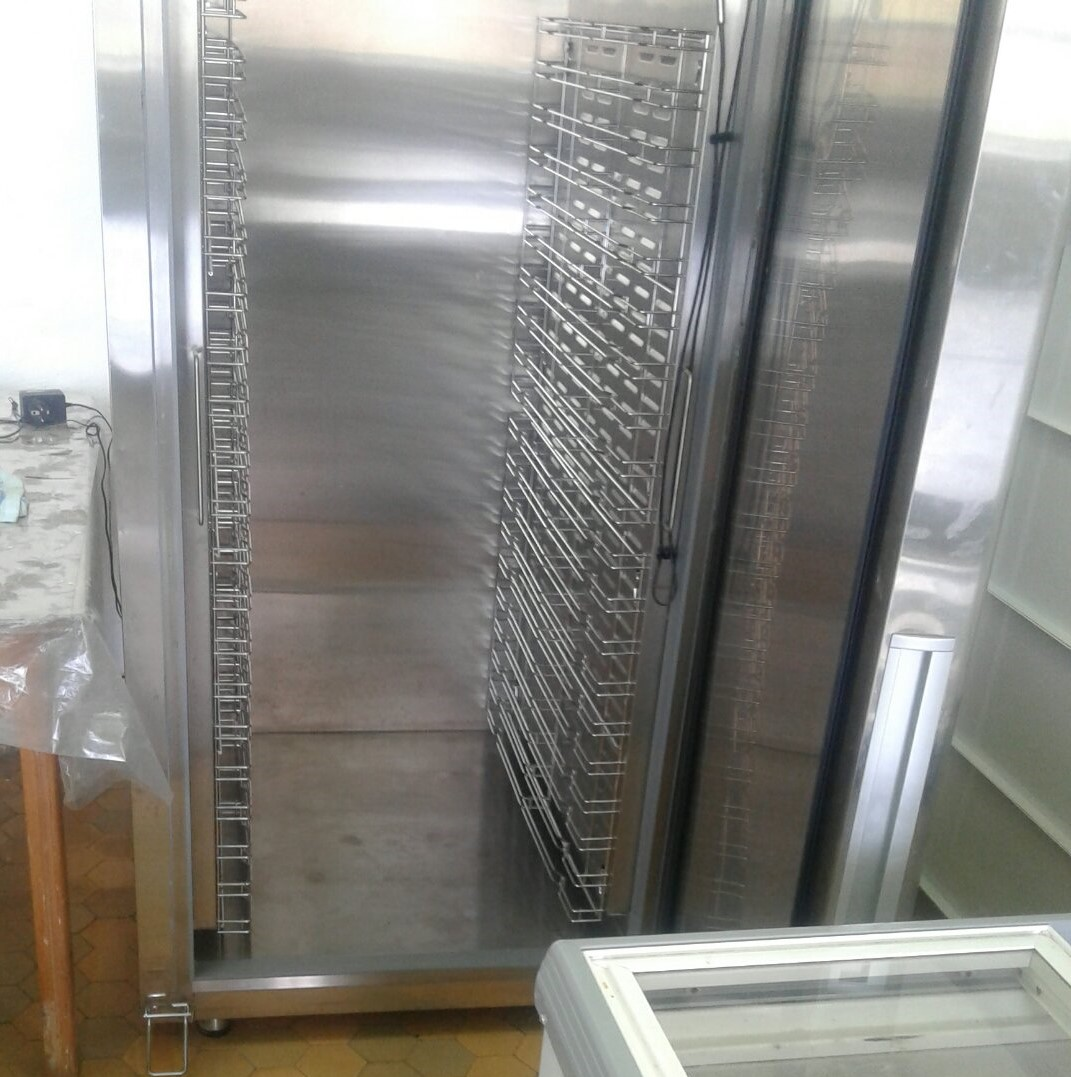
Холодильник в сельском магазине

- корректированный уровень звуковой мощности (шум), дБ;
- общий объём, л;
- объём морозильной камеры, л;
- температура хранения в морозильной камере, не выше, °С;
- температура хранения в холодильной камере, °С;
- номинальная потребляемая мощность, Вт;
- суточное потребление электроэнергии, кВт*час/сутки;
- годовое потребление электроэнергии, кВт*час/год;
- мощность замораживания, кг/сутки;
- время повышения температуры в морозильной камере до −9 °С при отключении электроэнергии;
- наличие системы автоматического оттаивания;
- наличие зоны свежести;
- тип холодильной установки: пассивная / вентилируемая;
- тип управления — электронный блок управления или механическое управление.
- тип хладагента
- тип компрессора